# Niall Treacy
Pour les articles homonymes, voir Treacy.
Niall Treacy est un patineur de vitesse sur piste courte britannique.

## Biographie
Il naît le 22 juillet 2000 à Henley-in-Arden.
Ses grands frères sont Farrell Treacy et Niall Treacy (d) . Tous trois sont entraînés à Nottingham par Richard Shoebridge.
En 2017, il est porte-drapeau de la délégation britannique au festival d'hiver des jeux olympiques de la jeunesse à Erzurum.
Il participe aux épreuves de patinage de vitesse sur piste courte aux Jeux olympiques de 2022 sur le 1000 mètres. Il chute en séries en accrochant sa lame par accident à celle du Néerlandais Itzhak de Laat.
Lors de la saison 2023-2024, il remporte toutes les épreuves de la compétition de sélection nationale en début de saison.